# Les Soirs illuminés par l'ardeur du charbon
Les Soirs illuminés par l'ardeur du charbon est une pièce pour piano de Claude Debussy composée en 1917, durant la Première Guerre mondiale.

## Présentation
Les Soirs illuminés par l'ardeur du charbon est la dernière pièce pour piano de Debussy. Composée en février-mars 1917, l'œuvre est écrite pour remercier le marchand de charbon du compositeur, M. Tronquin, qui l'avait aidé à obtenir une livraison de charbon, précieux en temps de guerre, et lui avait demandé un autographe. Le compositeur évoque « le froid, la course au charbon, toute cette vie de misère domestique et autres [qui le] désemparent tous les jours davantage ».

La pièce est intitulée d'après un vers du Balcon, poème de Charles Baudelaire déjà utilisé par Debussy pour le premier de ses Cinq poèmes de Charles Baudelaire mis en musique dans les années 1888 : 

« Les soirs illuminés par l’ardeur du charbon,
Et les soirs au balcon, voilés de vapeurs roses.
Que ton sein m’était doux ! que ton cœur m’était bon !
Nous avons dit souvent d’impérissables choses
Les soirs illuminés par l’ardeur du charbon. »

— Les Fleurs du mal, Spleen et Idéal, XXXI. « Le Balcon ».
Le manuscrit ne réapparaît que lors d'une vente publique en 2001. La partition est publiée par Durand en 2003 (éditée par Denis Herlin).

## Analyse
Les Soirs illuminés par l'ardeur du charbon est une courte page de trente et une mesures, « Lent et rêveur », de tempo  = 55, écrite sur trois portées.
Pour Guy Sacre, le morceau, « entièrement établi sur la pédale de tonique (la bémol), commence par se souvenir du prélude Les sons et les parfums tournent dans l'air du soir (autre vers, et plus connu, de Baudelaire), avant de laisser s'entrouvrir un délicat motif de tierces, puis d'établir, en quelques mesures d'accords parfaits, un climat de douceur, presque d'euphorie, – une ultime rêverie... au coin du feu ».
La durée d'exécution moyenne de la pièce est de deux minutes environ.
Dans le catalogue des œuvres du compositeur établi par le musicologue François Lesure, Les soirs illuminés porte le numéro L 150 .

## Discographie
- Debussy : Complete Works for Piano, Volume 1, Jean-Efflam Bavouzet (piano), Chandos Records CHAN 10421, 2007[6].
- Claude Debussy : L'Œuvre pour piano, volume 4, François Chaplin (piano), Pierre Verany PV 704091, 2004.
- Debussy : The Solo Piano Works, Noriko Ogawa (piano), BIS Records CD 1955/56, 2012[7].
- Le Tombeau de Debussy : Debussy's late works, Jan Michiels (piano), Fuga Libera FUG590, 2011 — avec les Études, l'Élégie, la Pièce pour le Vêtement du blessé et des fragments du Tombeau de Claude Debussy.
- Claude Debussy : The complete works, CD 6, Alain Planès (piano), Warner Classics, 2018[8].
- Debussy : Early and late piano pieces, Steven Osborne (piano), Hyperion Records CDA 68390, 2022[9].

### Monographies
- Éric Lebrun, Claude Debussy, Paris, Bleu nuit éditeur, coll. « Horizons » (no 65), 2018, 176 p. (ISBN 978-2-35884-074-3), p. 149.
- François Lesure, Claude Debussy, Paris, Fayard, 2003, 614 p. (ISBN 2-213-61619-1).